# 長野県道40号諏訪白樺湖小諸線
長野県道40号諏訪白樺湖小諸線（ながのけんどう40ごう すわしらかばここもろせん）は、諏訪市の国道20号を起点とし、八ヶ岳中信高原国定公園内を通過し、小諸市の国道141号に至る県道（主要地方道）である。

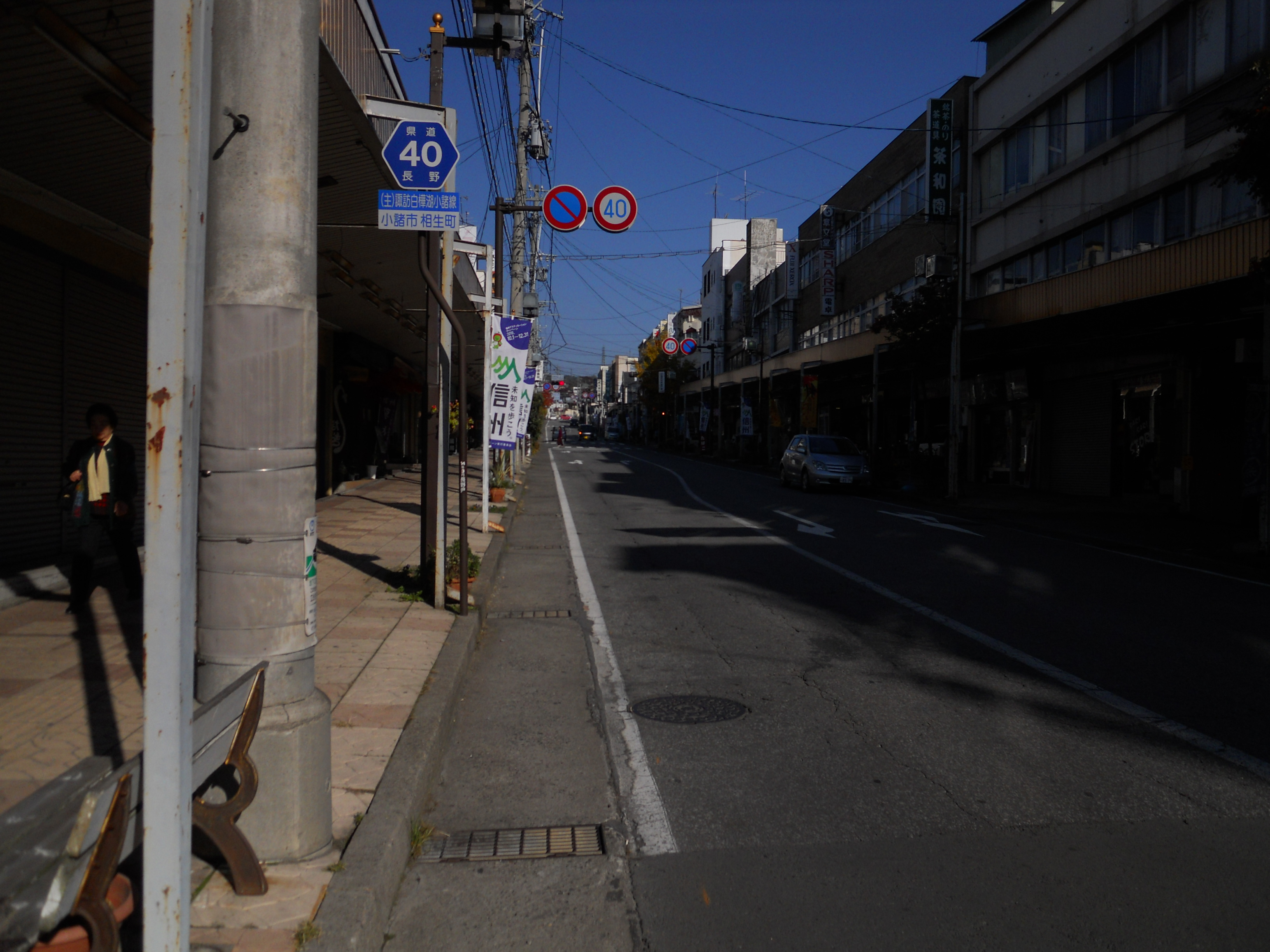
長野県道40号・小諸市相生町付近

## 概要
観光道路とともに、東信地方と諏訪地方を結ぶ主要路線でもある。実延長80キロメートル (km) 弱は長野県道として最も長い県道である。
道路の起点および終点付近に市街地・住宅地・旧城下町といった風景がある一方で、ビーナスラインの一部が含まれることから霧ヶ峰、車山高原、白樺湖、蓼科高原などという観光地としての風景を見せる二面性がある。小諸市布引観音駐車場から東におよそ700メートルの区間は大型車の行き違いが困難で、待避所が設けられている。さらに区間内にある布引トンネルには3.6メートルの高さ制限が存在する。この区間は崖崩れとその復旧工事で度々通行止めとなる。小諸市街地では旧北国街道と重なるルートとなっており、いったん国道141号と交差したのち、再び国道141号に至るといった路線の設定になっている。
主要地方道として指定される以前は、もともとは霧ヶ峰公園線（諏訪市 - 霧ヶ峰）、霧ヶ峰白樺湖線（霧ヶ峰 - 白樺湖）、小諸白樺湖線（白樺湖 - 小諸市）という三路線であった。

### 路線データ

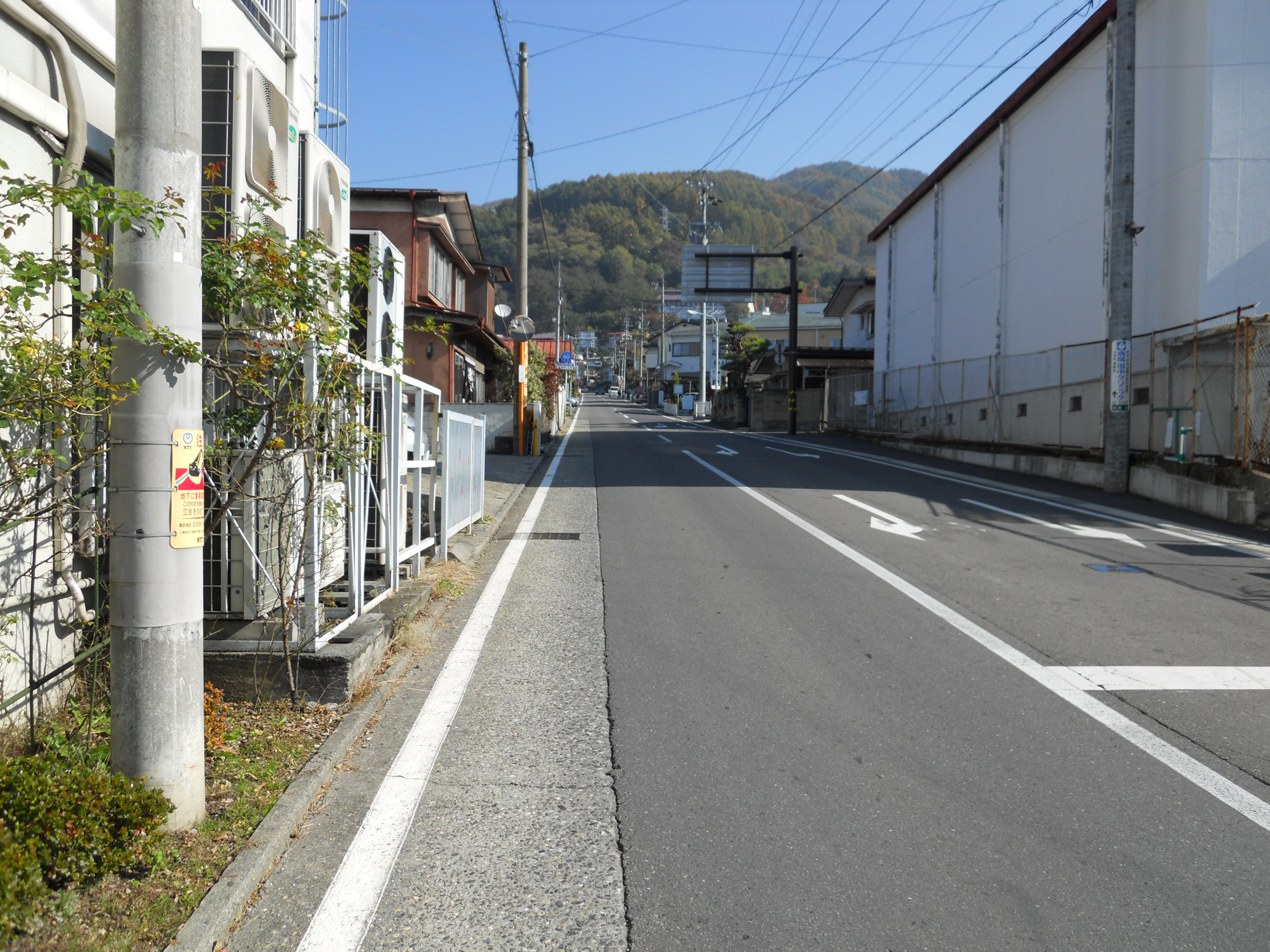
起点の諏訪市元町付近

- 起点：諏訪市元町（元町交差点、国道20号交点）
- 終点：小諸市大字与良町（国道141号交点）

## 歴史
- 1959年（昭和34年）8月1日 - 霧ヶ峰公園線、小諸白樺湖線の認定。
- 1966年（昭和41年）8月11日 - 霧ヶ峰白樺湖線の認定。
- 1976年（昭和51年）4月1日 - 霧ヶ峰公園線、霧ヶ峰白樺湖線、小諸白樺湖線を主要地方道諏訪白樺湖小諸線へ指定[2]。
- 1976年（昭和51年）10月14日 - 諏訪白樺湖小諸線の認定。
- 1993年（平成5年）5月11日 - 建設省から、県道諏訪白樺湖小諸線が諏訪白樺湖小諸線として主要地方道に再指定される[3]。

## 路線状況

### 重複区間
- 国道152号（茅野市北山）
- 長野県道148号牛鹿望月線（北佐久郡立科町芦田 - 北佐久郡立科町桐原）
- 長野県道166号東部望月線（東御市大日向 - 東御市島川原）
- 国道141号（小諸市本町・本町交差点 - 小諸市相生町・相生町交差点）
- 長野県道130号菱野筒井線（小諸市相生町・相生町交差点 - 小諸市荒町・荒町一丁目交差点）

### 道の駅
- 道の駅みまき

## 地理
全国屈指の観光道路としてよく知られるビーナスラインの一部に相当する霧ヶ峰 - 車山高原 - 白樺湖間は、標高1,450メートルから1,700メートル付近の自然豊かな高原を走る。山肌を縫うように配置された道路の南側は視界がよく開けており、日本アルプスや天候の条件が揃えば富士山までもが遠望できる。

### 通過する自治体
- 諏訪市
- 茅野市
- 北佐久郡立科町
- 東御市
- 小諸市

### 交差する道路
- 国道20号（諏訪市元町・元町交差点、起点）
- 長野県道194号霧ヶ峰東餅屋線（諏訪市四賀）
- 国道152号（茅野市北山）
- 国道152号（茅野市北山）
- 長野県道40号諏訪白樺湖小諸線 支線（北佐久郡立科町芦田八ケ野・白樺湖交差点）
- 長野県道152号雨境望月線（北佐久郡立科町芦田）
- 長野県道147号芦田大屋停車場線（北佐久郡立科町芦田・芦田中央交差点）
- 国道142号（北佐久郡立科町芦田）
- 長野県道148号牛鹿望月線（北佐久郡立科町芦田）
- 長野県道148号牛鹿望月線（北佐久郡立科町桐原）
- 長野県道422号羽毛山大日向線（東御市大日向）
- 長野県道166号東部望月線（東御市大日向）
- 長野県道423号御牧原大日向線（東御市大日向）
- 長野県道166号東部望月線（東御市島川原）
- 長野県道142号八幡小諸線（小諸市市町・懐古園入口交差点）
- 国道141号（小諸市本町・本町交差点）
- 国道141号・長野県道130号菱野筒井線（小諸市相生町・相生町交差点）
- 長野県道130号菱野筒井線（小諸市荒町・荒町一丁目交差点）
- 長野県道131号峰の茶屋小諸線（小諸市荒町・荒町交差点）
- 長野県道134号馬瀬口小諸線（小諸市加増）
- 国道141号（小諸市与良町、終点）

支線
- 長野県道40号諏訪白樺湖小諸線（北佐久郡立科町芦田八ケ野・白樺湖交差点）
- 長野県道192号茅野停車場八子ヶ峰公園線（北佐久郡立科町芦田八ケ野）